# Technisches Rathaus (München)

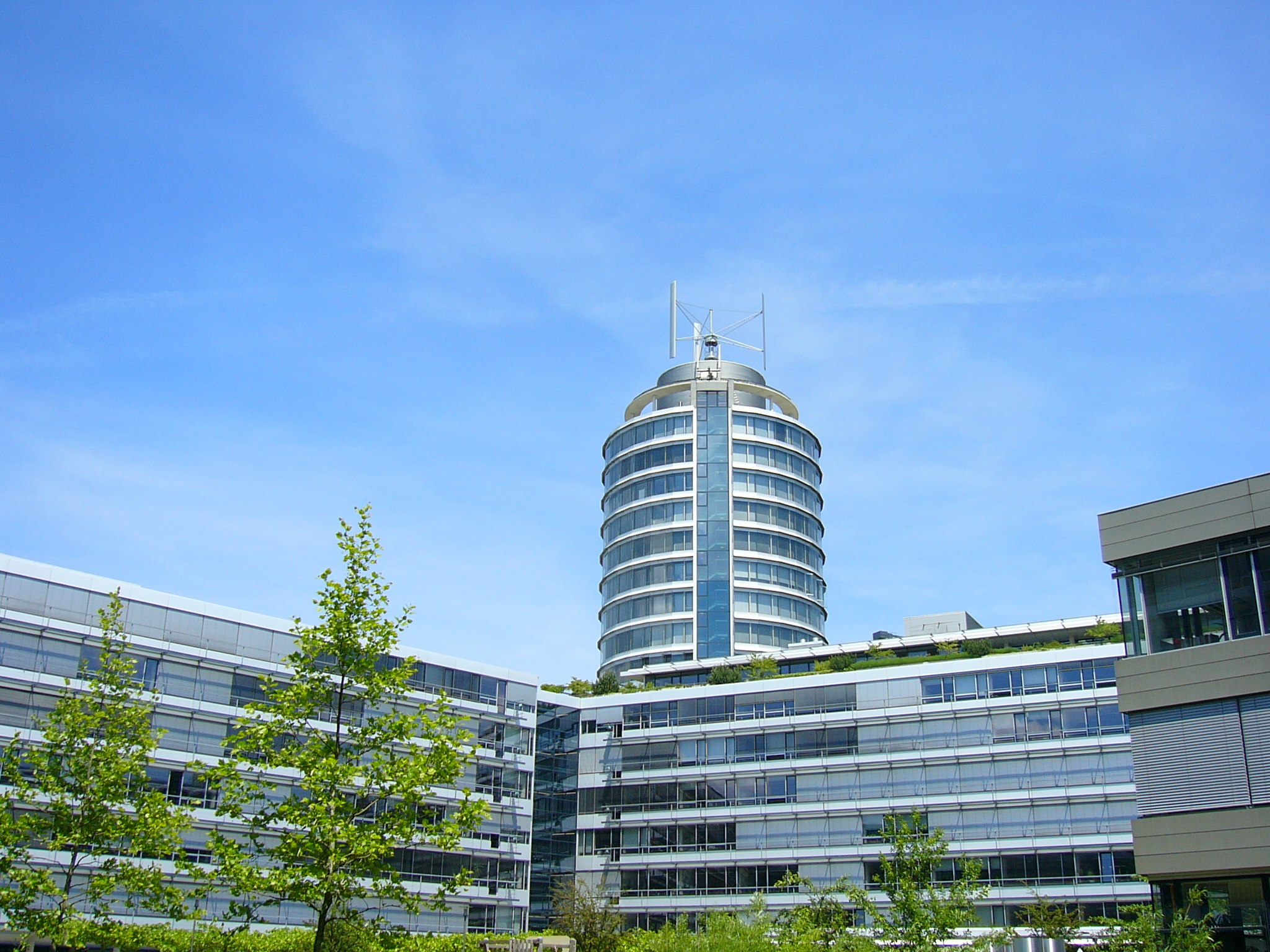
Das Technische Rathaus vom Hof aus gesehen

Das Technische Rathaus, selten auch Neues Technisches Rathaus genannt, ist ein kommunales Dienstgebäude und Sitz des Baureferates der Stadtverwaltung München.

## Lage

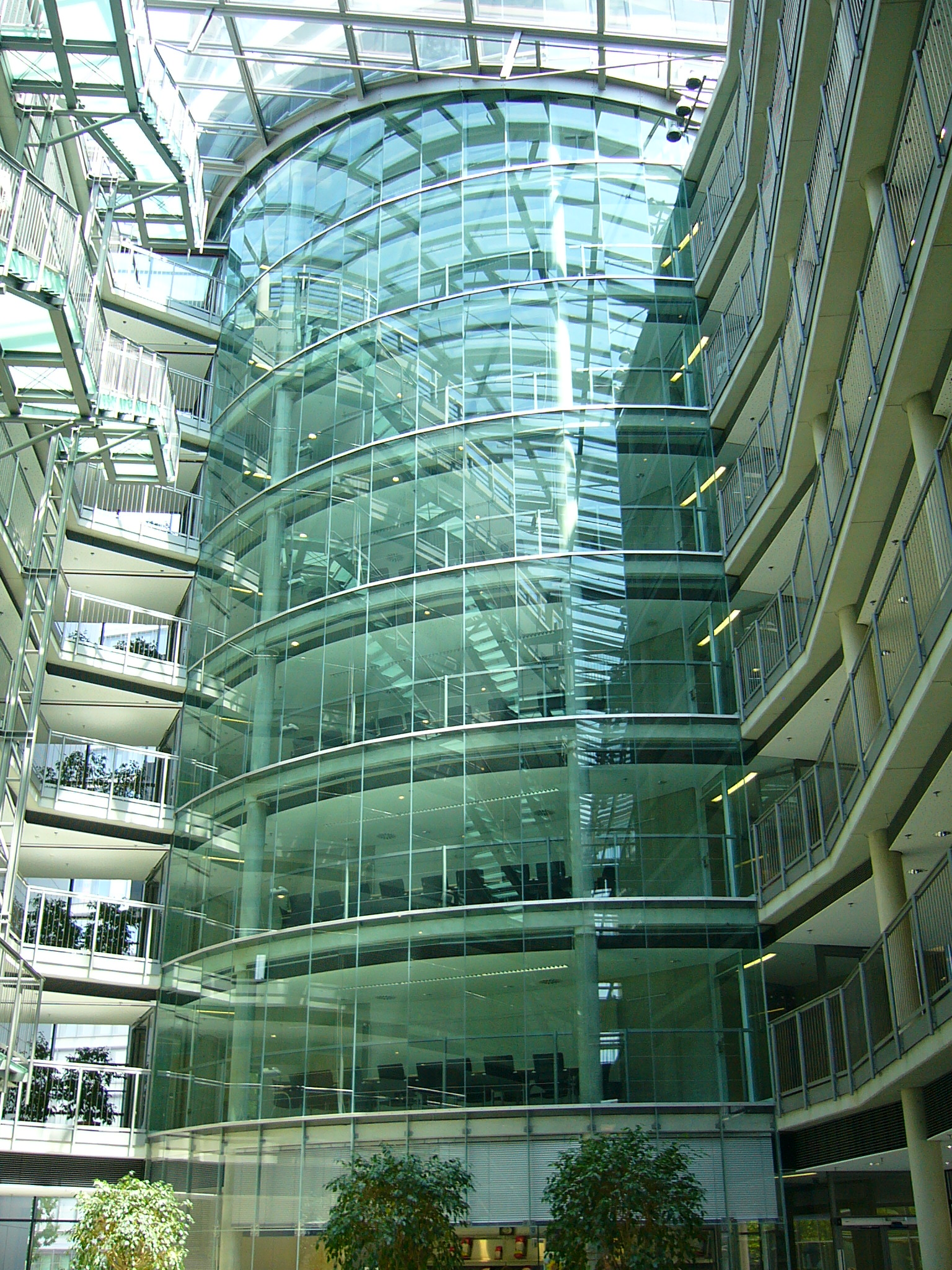
Einbindung der Turmfassade in den Innenraum des Hauses 4

Das Technische Rathaus (Friedenstraße 40) befindet sich in München-Berg am Laim östlich des Ostbahnhofes. Die Bebauung erstreckt sich auf den Block Berg-am-Laim-Str. – Trausnitzstr. – Gammelsdorfer Str. – Friedenstr.

## Geschichte
Die technischen Abteilungen der Stadtverwaltung München gewannen insbesondere nach dem Ersten Weltkrieg an Bedeutung; das bedeutete auch einen Zuwachs an Fachleuten und einen erhöhten Raumbedarf. Deshalb wurde bereits 1919 die Initiative ergriffen, alle technischen Abteilungen in einem Gebäude zu konzentrieren. Mit der Eröffnung des städtischen Hochhauses 1929 in der Blumenstraße (Haus-Nr. 28b), Münchens ersten Hochhauses, wurde dieses Konzept schließlich umgesetzt. 
Doch bald wurde auch dieses Hochhaus zu eng. Nach der Trennung des früheren Baureferates in Planungsreferat (Bauleitplanung und Stadtentwicklung) und Baureferat (Bauunterhalt von städtischen Gebäuden und Infrastruktur) in den 1980er Jahren waren die Dienststellen des Baureferates Anfang der 1990er Jahre auf 23 Standorte im gesamten Stadtgebiet verteilt. Durch die geplante Rückgliederung des U-Bahn-Referates in das Baureferat hätte sich diese Situation noch verschärft. Daher wurde seit 1988 intensiv an Plänen für einen zentralen Standort gearbeitet. 1993, nachdem die Entscheidung zugunsten eines Neubaus auf der Brachfläche des früheren Milchhofs in der Nähe des Ostbahnhofs gefällt worden war, wurde ein Architektenwettbewerb ausgelobt, bei dem zuerst die Form gefunden werden und dann erst anschließend die Detailplanung erfolgen sollte. Bauherrin im Auftrag der Landeshauptstadt München war die HANKO Verwaltungsgesellschaft mbH & Co. Vermietungsgesellschaft KG. Die Projektleitung blieb allerdings beim Baureferat. Das Münchner Architektenbüro Ganzer + Unterholzner gewann den Wettbewerb 1993. Die Detailplanungen begannen 1994, der Baubeginn erfolgte 1997. Der 141,69 Millionen Euro teure Bau wurde 2000 fertiggestellt und im April 2000 bezogen.

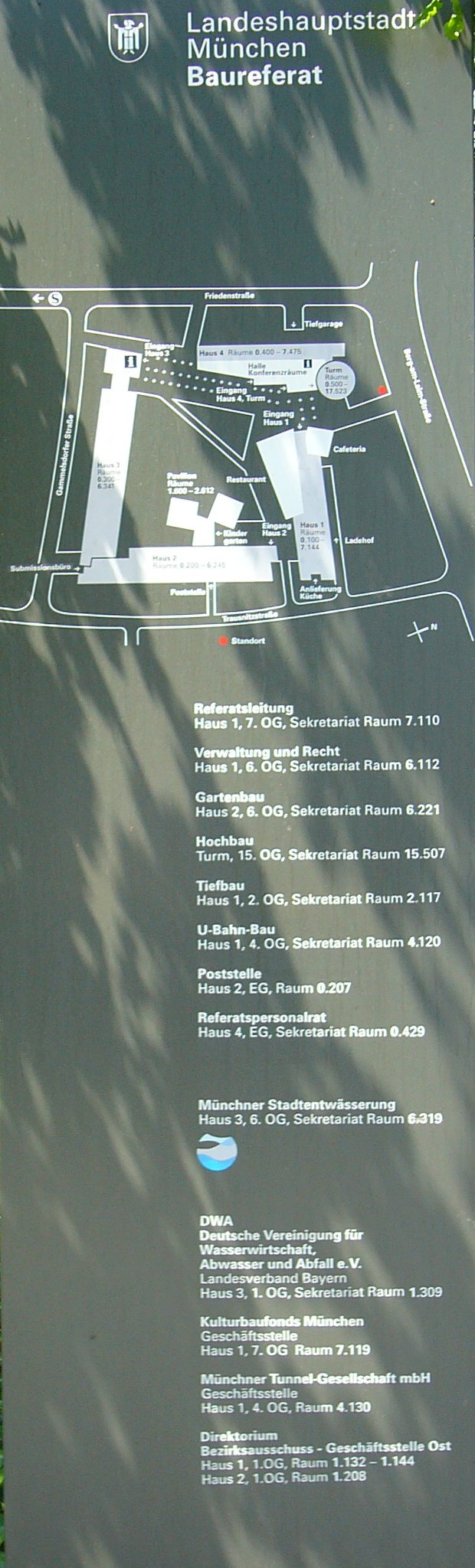
Lageplan

## Konzeption
Das Technische Rathaus folgt mit dem Grundkonzept der Blockrandbebauung der Struktur seiner Umgebung, setzt aber mit seinem 63 Meter hohen Turm (Hochbau) mit 18 Stockwerken und zwei Aufzügen einen eigenen Akzent. Im Inneren gelten die Prinzipien „Werkstattcharakter“ und „transparente Verwaltung“. Die Transparenz wird nicht nur durch den Einsatz von natürlichen Licht in den Fluren und durch die durchgängigen Fensterbänke geschaffen – auch die Büros sind offen gestaltet und ermöglichen so Einblicke. Nach Vorstellungen der Architekten sollen die Bürger die Bediensteten des Baureferates bei der Arbeit sehen können und so beide in Kommunikation zueinander treten. Der Einsatz dieser offenen Räume und der Einsatz von schlichten Materialien wie Sichtbeton, Holzfußboden im Betriebsrestaurant, Betonfußboden in der Halle etc. verleihen dem Gebäude einen Werkstattcharakter.

## Kunst am Bau

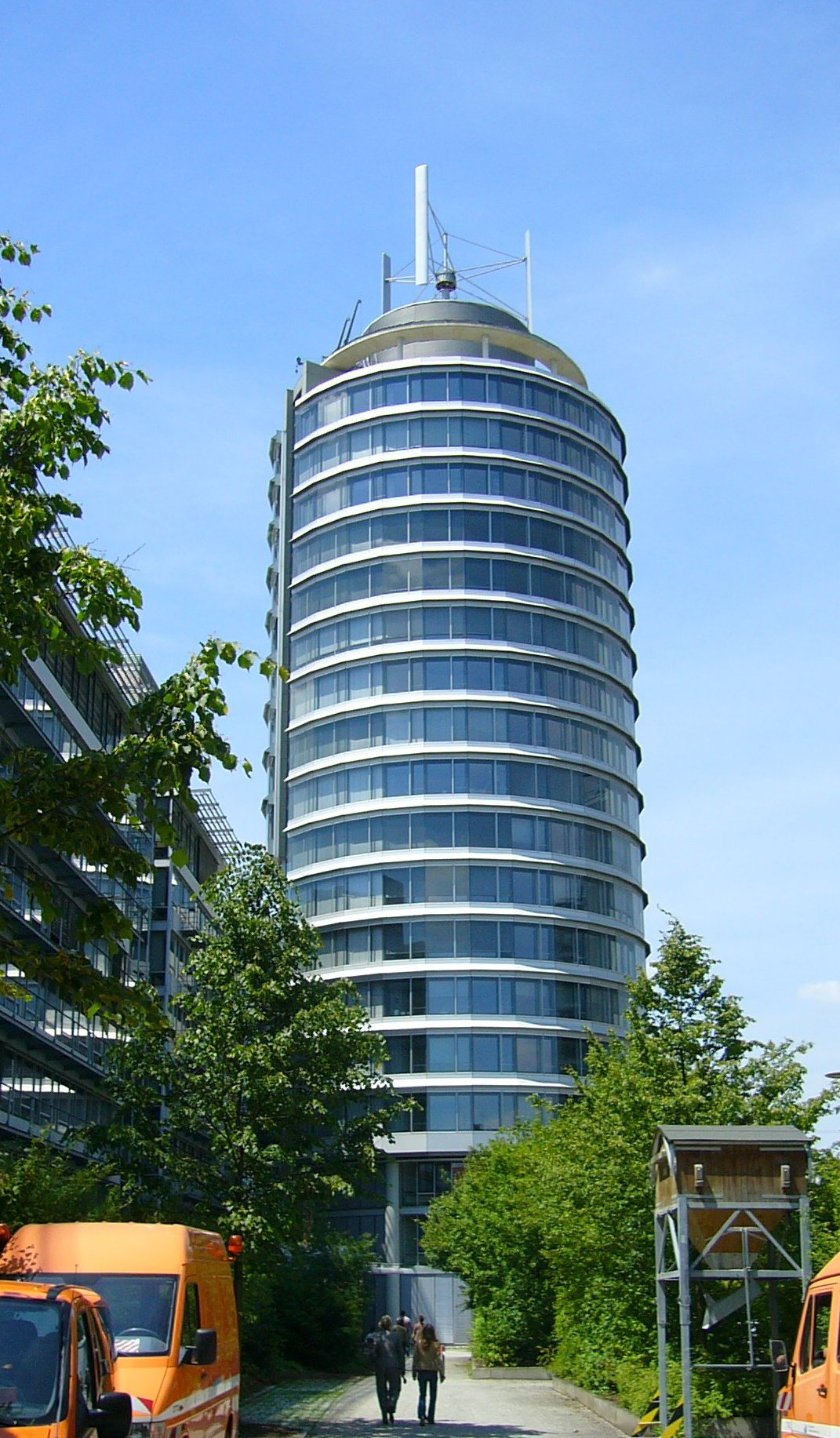
Der Hochbau von Osten her gesehen

Der New Yorker Künstler Vito Acconci schuf als Kunst am Bau das „Courtyard in the Wind“ (dt.: Hof im Wind). Im öffentlich zugänglichen Innenhof dreht sich langsam eine Scheibe im Hof, wenn der Wind den zwölf Meter hohen H-Darrieus-Rotor auf der Turmspitze antreibt.

## Technische Daten
- Grundstücksgröße: 23.500 m²
- Bruttogeschossfläche: 82.000 m²
- Hauptnutzfläche: 41.700 m²
- Bruttorauminhalt: 282.000 m²
- Büroräume: 1200
- Mitarbeiter: ca. 1500
- Tiefgaragenstellplätze: 263
- Außenparkplätze: 10

## Veranstaltungsräume
Das Technische Rathaus verfügt über Veranstaltungsräume (im Hochbau) und ein kleines Kongresszentrum, das auch Dritten offensteht. Das Technische Rathaus wird auch als Filmkulisse für das Polizeipräsidium für die von Arte und ZDF produzierte Kriminalserie Unter Verdacht verwendet.